# Wybory parlamentarne w Niemczech w 2025 roku
Wybory parlamentarne w Niemczech w 2025 roku – wybory parlamentarne do Bundestagu zarządzone przez prezydenta Franka-Waltera Steinmeiera na 23 lutego 2025. Pierwotnie wybory miały odbyć się jesienią 2025 roku, jednak termin ten został przyspieszony w wyniku odrzucenia przez Bundestag wotum zaufania wobec rządu Olafa Scholza w dniu 16 grudnia 2024.

## Tło
Wobec zbliżającego się końca 20. kadencji Bundestagu, zgodnie z niemiecką ustawą zasadniczą, na jesień 2025 planowane były wybory parlamentarne. Powinny się one odbyć najwcześniej 31 sierpnia, a najpóźniej 26 października 2025 roku. Latem 2024 roku rząd tworzony przez tzw. koalicję sygnalizacji świetlnej, czyli partie SPD, FDP i Zielonych, zarekomendował datę 28 września 2025.
Jesienią 2024 doszło do ostrego konfliktu dotyczącym budżetu na 2025 rok pomiędzy kanclerzem Olafem Scholzem, a reprezentującym wchodzącą w skład koalicji partię FDP ministrem finansów Christianem Lindnerem. Osią sporu było podejście do polityki fiskalnej państwa. Podczas gdy SDP i Zieloni opowiadali się za wzrostem zadłużenia państwa, rozbudowanym systemem opieki socjalnej oraz kontynuowaniem kursu w sprawie osiągnięcia neutralności klimatycznej, tak FDP żądało utrzymania tzw. hamulca zadłużenia (czyli limitu zadłużenia 0,35% PKB), redukcji świadczeń dla uchodźców, reformy emerytalnej oraz rezygnacji z części celów klimatycznych.
Wobec impasu w rozmowach, 6 listopada Scholz postanowił zdymisjonować Lindnera, co poskutkowało opuszczeniem koalicji przez FDP i powstaniem rządu mniejszościowego SDP–Zieloni. Jednocześnie kanclerz zapowiedział złożenie wniosku o wotum zaufania dla rządu oraz przyspieszone wybory na wiosnę 2025 roku. Zgodnie z niemiecką konstytucją, postawienie wniosku o wotum zaufania dla rządu jest konieczne, aby prezydent federalny mógł rozwiązać parlament i w ciągu 21 dni wyznaczyć nową datę wyborów, które to musiałyby odbyć się w ciągu 60 dni od daty rozwiązania parlamentu. 16 grudnia w Bundestagu odbyło się głosowanie – za udzieleniem rządowi Scholza wotum zaufania opowiedziało się 207 posłów, 394 było przeciwnych, natomiast 116 wstrzymało się od głosu. 27 grudnia prezydent Niemiec, Frank-Walter Steinmeier, rozwiązał parlament i zarządził datę przedterminowych wyborów na 23 lutego 2025. Zgodnie z konstytucją, do czasu ukonstytuowania się nowej kadencji Bundestagu, dotychczasowy parlament kontynuuje pracę.

## Nowa ordynacja wyborcza
Po raz pierwszy zostanie zastosowana ordynacja wyborcza przyjęta w 2023 roku. Liczba członków Bundestagu została ustalona na 630, bez mandatów kompensacyjnych i wyrównawczych. 299 deputowanych do Bundestagu zostanie wybranych w jednomandatowych okręgach wyborczych (w których konieczne jest uzyskanie większości względnej), a pozostałe 331 zostanie rozdzielone na szczeblu krajowym według systemu proporcjonalnego (klucza partyjnego). Każdy wyborca ma do oddania dwa głosy: głos pierwszy na jednego z kandydatów w jednomandatowym okręgu wyborczym oraz głos drugi na jedną z list wyborczych zgłaszanych w danym landzie. Kandydaci, którzy zwyciężą w jednomandatowych okręgach wyborczych, nie mają już gwarancji zdobycia mandatu – są one przyznawane wyłącznie w przypadku, gdy mają odpowiednie pokrycie w liczbie drugich głosów. Z tej zasady wyłączeni są kandydaci startujący jako niezależni. Partie polityczne, aby wziąć udział w rozdziale mandatów muszą przekroczyć próg co najmniej 5% drugich głosów na poziomie federalnym (z wyjątkiem partii mniejszości narodowych) lub zwyciężyć w minimum trzech okręgach jednomandatowych.
Do 2023 roku nadmiarowe mandaty pojawiały się, gdy partia zdobyła więcej bezpośrednich mandatów w pierwszych głosach, niż była uprawniona do otrzymania miejsc z liczby drugich głosów. Następnie pozwalano im zachować te mandaty, a pozostałe partie otrzymały w zamian mandaty kompensacyjne. Skutkowało to tym, że liczba wybieranych do Bundestagu posłów była zmienna (po zjednoczeniu Niemiec najmniej posłów wybrano w 2002 roku – 603, a najwięcej w 2021 roku – 736). Dodatkowym argumentem za przeprowadzeniem zmian była chęć redukcji stale rosnącej liczby parlamentarzystów.

## Kampania wyborcza

Sondaże przedwyborcze

Jeszcze zanim doszło do rozpadu koalicji rządzącej sondaże wskazywały na wyraźną przewagę chadecji (CDU/CSU) nad partiami tworzącymi koalicję sygnalizacji świetlnej (SPD, Zieloni i FDP). Stały wzrost poparcia notowała także prawicowa AfD, na które składało się przede wszystkim niezadowolenie coraz większej grupy Niemców z polityki migracyjnej i azylowej rządu. Wpływ na to miały kolejne incydenty terrorystyczne, jakie miały miejsce na terenie Niemiec w miesiącach przed wyborami, jak atak nożownika w Mannheimie, atak nożownika w Solingen, zamach na jarmarku bożonarodzeniowym w Magdeburgu, atak nożownika w Aschaffenburgu czy akt terrorystyczny w Monachium.
17 września 2024 blok partii CDU/CSU wybrał swoim kandydatem na kanclerza przewodniczącego CDU, Friedricha Merza. W porównaniu do polityki poprzedniej kanclerz z ramienia tej partii, Angeli Merkel (2005–2021), chadecja wyraźnie zmieniła kurs wobec jej liberalnej polityki migracyjnej, co spotkało się z jej ostrą krytyką. Wielu ekspertów uznaje zwrot tej partii w sprawie polityki imigracyjnej za chęć odebrania części wyborców partii AfD.
Ważnym elementem kampanii stały się kwestie gospodarcze, na czele z tzw. hamulcem zadłużenia, zabraniającym zaciągania przez rząd federalny kredytów powyżej progu 0,35% PKB i całkowicie zakazującym krajom związkowym zaciągania długów, a także polityką socjalną rządu. Podczas gdy CDU, CSU, FDP i AfD opowiadają się za utrzymaniem, bądź nawet zmniejszeniem progu hamulca oraz likwidacją części świadczeń, to SPD, Zieloni i BSW postulują poluzowanie tego instrumentu i wyłączenie z niego zobowiązań zaciąganych na inwestycje.
25 stycznia 2025 Elon Musk przemówił na wiecu AfD, popierając dotychczasową politykę tej partii, co wzbudziło niezadowolenie wśród polityków pozostałych ugrupowań i wzmogło obawy przed potencjalnym wpływem miliardera na przebieg wyborów za pośrednictwem platformy X.
Na początku lutego 2025 protesty (nawet 700 tysięcy osób w całych Niemczech), głównie środowisk lewicowych i antyfaszystowskich, wywołało głosowanie nad zaostrzeniem polityki migracyjnej. Wniosek złożony przez CDU, oprócz FDP, poparli także posłowie AfD, co było pierwszą ustawą w historii przegłosowaną dzięki głosom tej, dotychczas izolowanej, prawicowej partii. Protesty nie miały jednak większego odbicia w sondażach poparcia dla bloku CDU/CSU.

## Partie i kandydaci
|  | Komitet wyborczy                                                 | Skrót     | Liderzy                          | Wynik w poprzednich wyborach (%) | Liczba posłów pod koniec poprzedniej kadencji | Kandydaci w okręgach jednomandatowych |
|  | ---------------------------------------------------------------- | --------- | -------------------------------- | -------------------------------- | --------------------------------------------- | ------------------------------------- |
|  | Socjaldemokratyczna Partia Niemiec                               | SPD       | Olaf Scholz                      | 25,7                             | 207                                           | 299                                   |
|  | Unia Chrześcijańsko-Demokratyczna, Unia Chrześcijańsko-Społeczna | CDU/CSU   | Friedrich Merz                   | 24,2                             | 196                                           | 299                                   |
|  | Sojusz 90/Zieloni                                                | Grüne     | Robert Habeck, Annalena Baerbock | 14,7                             | 117                                           | 297                                   |
|  | Wolna Partia Demokratyczna                                       | FDP       | Christian Lindner                | 11,4                             | 90                                            | 299                                   |
|  | Alternatywa dla Niemiec                                          | AfD       | Alice Weidel                     | 10,4                             | 77                                            | 295                                   |
|  | Lewica                                                           | Die Linke | Heidi Reichinnek, Jan van Aken   | 4,9                              | 28                                            | 297                                   |
|  | Sojusz Sahry Wagenknecht                                         | BSW       | Sahra Wagenknecht                | –                                | 10                                            | 35                                    |
|  | Sojusz Niemcy                                                    | BD        | Steffen Große                    | –                                | 1                                             | 83                                    |
|  | Wolni Wyborcy                                                    | FW        | Hubert Aiwanger                  | 2,4                              | 0                                             | 268                                   |
|  | Volt Niemcy                                                      | Volt      | Anna Laura Tiessen, Eric Bischof | 0,4                              | 0                                             | 175                                   |
|  | Marksistowsko-Leninowska Partia Niemiec                          | MLPD      | Gabi Fechtner                    | 0,1>                             | 0                                             | 73                                    |

## Wyniki wyborów
| Komitet wyborczy | Komitet wyborczy                                                | Głosy drugie | Głosy drugie | Głosy drugie | Mandaty | Mandaty | Mandaty |
| Komitet wyborczy | Komitet wyborczy                                                | Liczba       | %            | +/−          | Liczba  | +/−     | %       |
| ---------------- | --------------------------------------------------------------- | ------------ | ------------ | ------------ | ------- | ------- | ------- |
|                  | Unia Chrześcijańsko-Demokratyczna/Unia Chrześcijańsko-Społeczna | 14 158 432   | 28,52        | 4,38         | 208     | 11      | 33,02   |
|                  | Alternatywa dla Niemiec                                         | 10 327 148   | 20,80        | 10,42        | 152     | 69      | 24,13   |
|                  | Socjaldemokratyczna Partia Niemiec                              | 8 148 284    | 16,41        | 9,29         | 120     | 86      | 19,05   |
|                  | Sojusz 90/Zieloni                                               | 5 761 476    | 11,61        | 3,11         | 85      | 33      | 13,49   |
|                  | Lewica                                                          | 4 355 382    | 8,77         | 3,90         | 64      | 25      | 10,16   |
|                  | Związek Wyborców Południowego Szlezwiku                         | 76 126       | 0,15         | 0,03         | 1       |         | 0,16    |
|                  |                                                                 |              |              |              |         |         |         |
|                  | Sojusz Sahry Wagenknecht                                        | 2 468 670    | 4,97         | –            | –       | –       | –       |
|                  | Wolna Partia Demokratyczna                                      | 2 148 878    | 4,33         | 7,10         | –       | 91      | –       |
|                  | Wolni Wyborcy                                                   | 769 170      | 1,55         | 0,88         | –       | –       | –       |
|                  | Pozostali                                                       | 1 428 521    | 2,88         | –            | –       | –       | –       |
|                  |                                                                 |              |              |              |         |         |         |
| Ogółem           | Ogółem                                                          | 49 642 087   | 100,00       | –            | 630     | –       | 100,00  |
| Głosy nieważne   | Głosy nieważne                                                  | 285 228      | 0,57         | 0,30         |         |         |         |
| Frekwencja       | Frekwencja                                                      | 49 927 315   | 82,54        | 6,18         |         |         |         |

Zwycięzcy wyborów w jednomandatowych okręgach wyborczych (pierwszy głos)
Zwycięskie listy wyborcze w poszczególnych okręgach (drugi głos)